# Cesarstwo zachodniorzymskie

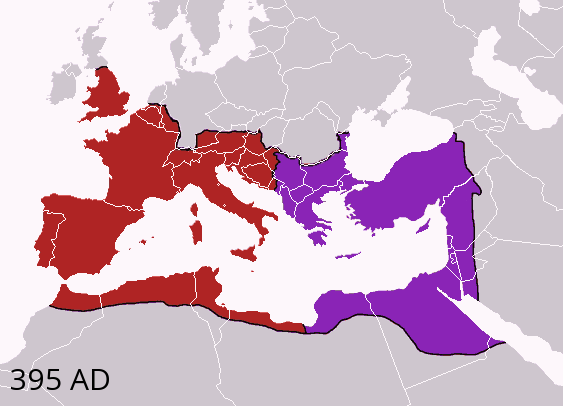
Podział imperium rzymskiego po śmierci Teodozjusza I w roku 395, w tle widoczne współczesne granice państw.
Cesarstwo zachodniorzymskie
Cesarstwo wschodniorzymskie (bizantyńskie)

     Cesarstwo zachodniorzymskie
     Cesarstwo wschodniorzymskie (bizantyńskie)
Cesarstwo zachodniorzymskie – nazwa stosowana w historiografii na określenie zachodniej części cesarstwa rzymskiego, rządzonej przez osobnego cesarza (lub cesarzy) od czasu utworzenia tetrarchii w 285 roku, formalnie niezależnego od części wschodniej po śmierci cesarza Teodozjusza I w 395. Formalnie było to nadal to samo Cesarstwo Rzymskie (łac. Imperium Romanum).
Cesarstwo zachodniorzymskie obejmowało Italię, Galię, Hiszpanię, Brytanię, Dalmację i część Afryki Północnej na zachód od Cyrenajki. W V wieku cesarstwo zachodniorzymskie przeżywało trudności związane z najazdami ludów „barbarzyńskich” i rozkładem struktur państwowych, co doprowadziło do upadku państwa w 476 roku.

## Lata 395–406

### W Europie, przed Attylą
Anglowie, Sasi, Jutowie (Anglosasi)
     Frankowie
     Goci
     Wizygoci
     Ostrogoci
     Hunowie
     Wandalowie

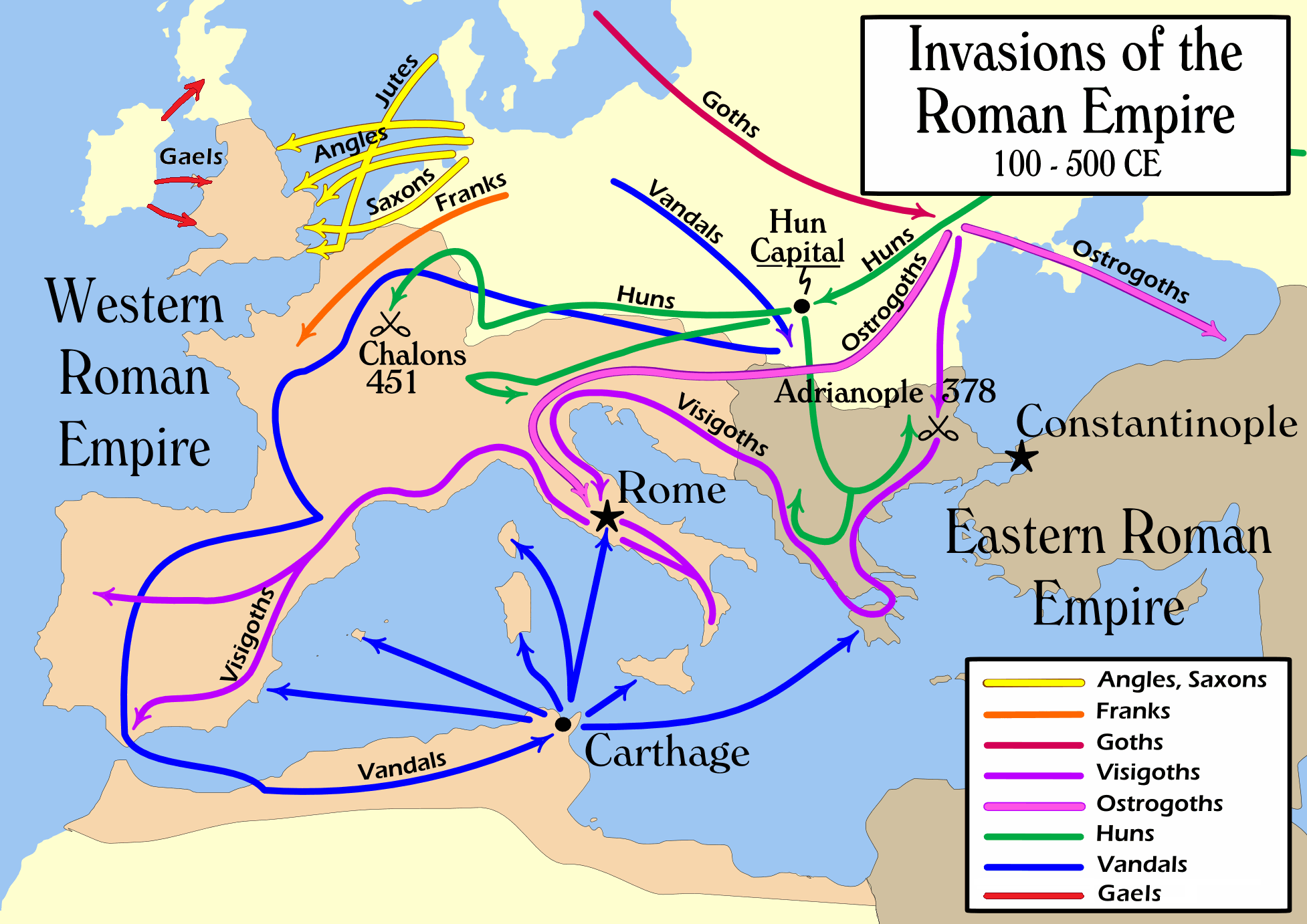
Uproszczona mapa najazdów barbarzyńców na tereny cesarstwa rzymskiego
----
Anglowie, Sasi, Jutowie (Anglosasi)
Frankowie
Goci
Wizygoci
Ostrogoci
Hunowie
Wandalowie

Choć cesarstwo rzymskie kilkakrotnie dotąd w swojej historii było dzielone pomiędzy dwóch władców (pierwszego podziału dokonał Dioklecjan), to udawało się to państwo zjednoczyć. Ostatecznego podziału dokonał w 395 r. Teodozjusz Wielki w swoim testamencie po śmierci. Jego synowie Honoriusz, któremu przypadł Zachód i Arkadiusz, któremu przypadł Wschód, objęli rządy. W ten sposób Honoriusz został pierwszym władcą cesarstwa zachodniorzymskiego. Ponieważ był osobą małoletnią, praktyczną władzę w państwie posiadał jego opiekun Stylicho.

#### Struktura militarna i administracyjna
U schyłku IV wieku siły zbrojne cesarstwa rzymskiego liczyły ok. 500 tys. żołnierzy. Wojska pograniczne (limitanei) chroniły granice imperium stacjonując w garnizonach, natomiast porządek wewnętrzny utrzymywały wojska rezerwowe (określane jako: palatini i comitatenses) stacjonujące w ważniejszych strategicznie miastach. Na początku V w. imperium rzymskie dzieliło się na: 4 prefektury (każdą z nich zarządzał praefectus praetorio), 13 diecezji (na czele każdej stał vicarius) i 120 prowincji (każda zarządzana przez praesesa).

#### Sytuacja wewnętrzna i zewnętrzna
W tym okresie przybycie z Azji groźnych koczowników, nazywanych Hunami, spowodowało wielką migrację plemion germańskich i innych, zamieszkujących Europę na zachód od rzeki Dunaj. Migracja ta, która przeszła do historii jako wielka wędrówka ludów, przysparzała wiele kłopotów Rzymianom. Rozgromione przez Hunów plemiona cofały się w panice na zachód, wkraczając na ziemie rzymskie. Rzymianie na ogół wyrażali zgodę na osiedlenie się obcych plemion. Jako „sprzymierzeńcom” nadawano im ziemię jako obszar osiedleńczy oraz żywność z magazynów rządowych do czasu zagospodarowania się. Jednak przybysze germańscy nie zawsze potrafili dać sobie radę z gospodarką w nowych warunkach klimatycznych, popadali więc niejednokrotnie w kłopoty, które zmuszały ich do zmiany miejsca osiedlenia. To z kolei doprowadzało do konfliktów z lokalną ludnością.

### Konflikt z Wizygotami
Spośród plemion osiedlonych na terenie cesarstwa zachodniorzymskiego wiele problemów przysporzyli Wizygoci, będący plemieniem germańskim, które osiedliło się na terenach Rzymu w 376 roku. Jeszcze przed ostatecznym rozpadem Imperium wywołali bunt, który wstrząsnął jego podstawami. Na mocy ugody z ówczesnym cesarzem Gracjanem z 382 roku osiedlili się na terenie Mezji. Po podziale imperium w 395 roku niebezpieczeństwo wizygockie odżyło na nowo. Sprzyjało mu osłabienie cesarstwa wskutek rywalizacji między „opiekunami” małoletnich cesarzy oraz intrygi i walki między rozmaitymi klikami dworskimi, których żądza władzy i korupcja bardzo szkodziły państwu.
W 395 roku wódz wizygocki Alaryk rozpoczął kolejny bunt przeciw Rzymowi, pretekstem do którego było niewywiązywanie się przez Rzymian z obowiązku wypłacania należnego im żołdu. Armia wizygocka zaatakowała Trację i Macedonię (cesarstwo wschodniorzymskie), ale kiedy zastąpiły jej drogę siły zachodniorzymskie Stylichona, który zdecydował się udzielić pomocy Wschodowi, Alaryk nakazał odwrót i skierował się na południe, pustosząc po drodze Grecję. Wiosną 397 roku siłom rzymskim dowodzonym przez Stylichona udało się zablokować Wizygotów w Elidzie, jednak rzymski wódz porozumiał się z Wizygotami i pozwolił im wyprowadzić armię z oblężenia. Cesarz wschodniorzymski Arkadiusz powierzył nawet Alarykowi godność magister militum (naczelnego wodza) by zyskać jego lojalność.
Na lojalność Alaryka nie można było jednak długo liczyć, bowiem ten już w 401 roku zbuntował się i przez Alpy Julijskie wkroczył do Italii, atakując cesarstwo zachodniorzymskie. Zaskoczony Stylichon szybko postawił na nogi wojska ściągnięte pośpiesznie znad Renu oraz z Brytanii i 6 kwietnia 402 roku całkowicie rozbił Wizygotów pod Pollynetią, nie skorzystał jednak z możliwości zniszczenia wroga, a rozpoczął z nimi rozmowy w celu skłonienia ich do opuszczenia Italii. Wiosną 403 roku Alaryk ponownie wtargnął do Italii, jednak w bitwie pod Weroną znowu poniósł klęskę i otrzymał od Stylichona możliwość zawarcia układu. Cesarz Flawiusz Honoriusz, idąc śladami swojego brata, cesarza Wschodu, także nadał mu tytuł magistra militum.

### Najazd Radagajsa
Tymczasem za Dunajem nadal trwały ruchy etniczne wywołane naciskiem Hunów, które na przełomie 405 i 406 roku skutkowały wyprawą armii złożonej z rozmaitych plemion germańskich, która przekroczyła Dunaj pod wodzą Radagajsa i pomaszerowała na Półwysep Apeniński. Pojawienie się barbarzyńców na południe od Alp wywołało panikę w Italii, a na głowę Stylichona posypały się oskarżenia o nieudolność, w efekcie czego ten, chcąc ratować Półwysep i własną reputację, odwołał z Galii legiony strzegące granicy na Renie i skierował je do Italii. Dzięki temu udało mu się zadać klęskę barbarzyńcom, których niedobitki wycofały się po śmierci Radagajsa za Dunaj, jednak pozbawienie Renu osłony wojskowej okazało się krokiem o tragicznych dla Rzymu konsekwencjach.

## Lata 406–453

### Przełamanie granicy Renu
Korzystając z nieobecności legionów na granicy na Renie, silne oddziały Wandalów, Alanów, Swebów i Burgundów sforsowały rzekę i zalały Galię. Stylicho, który tak szybko rozprawił się z armią Radagajsa, w tym przypadku nie docenił powagi sytuacji i prowadził opieszałe działania, które pozwalały najeźdźcom posuwać się w głąb kraju. Sytuacja w Galii wywarła także wpływ na Brytanię, gdzie złożone w większości z rekrutów galijskich legiony, dowiedziawszy się o bierności władz zbuntowały się i obwoławszy cesarzem jednego z oficerów opuściły wyspę lądując w Galii. Interwencja ta skomplikowała sytuację kraju, który oprócz teatru walk z najeźdźcą, stał się miejscem zaciekłej wojny domowej. Na obszarach nie objętych działaniami wojennymi zaczęło dochodzić do buntów bagaudów, lokalnych separatystów, którzy wystąpili przeciw administracji rzymskiej i przejęli władzę na zdobytych ziemiach. Wszystko to potęgowało obraz chaosu, jaki zapanował w najechanym przez wroga kraju.
Stylicho usiłował poniewczasie naprawić swój błąd i spacyfikować Galię przez użycie armii i „sprzymierzeńców” wizygockich, jednak 22 sierpnia 408 roku został zamordowany przez grupę spiskowców występujących w obronie „rzymskości” imperium. Równocześnie w Italii rozpoczęły się pogromy, których ofiarą padały bezbronne rodziny barbarzyńskich żołnierzy, którzy do tej pory wiernie służyli Rzymowi. Ten skrajny przejaw reakcji antygermańskiej spowodował wypowiedzenie posłuszeństwa cesarzowi przez złożone z germańskich wojowników legiony stacjonujące w Italii. Żołnierze ci zwrócili się do wodza Wizygotów Alaryka z prośbą o pomszczenie ich krzywd.

### Zdobycie Rzymu przez Wizygotów
W 409 roku Alaryk przekroczył Alpy i ruszył w głąb Italii. Cesarz Honoriusz schronił się w Rawennie, a senat nie widząc możliwości obrony usiłował z Alarykiem rokować. Wódz Wizygotów pragnął zająć w Rzymie takie miejsce, jakie miał zmarły Stylichon, próbował nawet kreować zależnego od siebie antycesarza Pryskusa Attalusa. Ponieważ rokowania nie przyniosły zadowalających wyników, zdecydował się zaatakować miasto Rzym. Krótkie oblężenie zakończyło się zdobyciem miasta wskutek zdrady i 24 sierpnia 410 roku barbarzyńcy wkroczyli do miasta, które przez trzy dni było zdane na pastwę wizygockich wojowników. Wieść o upadku miasta wstrząsnęła mieszkańcami Imperium, ale nie rozwiązała problemów Alaryka, z którym nadal prowadził wojnę cesarz Honoriusz. W końcu Alaryk zdecydował się ruszyć na południe, chcąc drogą morską dotrzeć do Afryki, jednak burza w Cieśninie Mesyńskiej pokrzyżowała te plany, niszcząc przygotowaną do wyprawy flotę. Sam Alaryk zmarł na zarazę w grudniu 410 roku, podczas drogi powrotnej na północ.

### Pacyfikacja Galii przez Flawiusza Konstancjusza
Podczas gdy w Italii Wizygoci walczyli z Honoriuszem, jesienią 409 roku Wandalowie, Alanowie i Swebowie przekroczyli Pireneje i wdarli się na Półwysep Iberyjski, rozszerzając teren walk. Wodzowie armii rzymskich i „sprzymierzeńców” potęgowali zamieszanie, wynosząc coraz to nowych antycesarzy, których było czterech, jednak ich wzajemna rywalizacja poprawiła beznadziejną sytuację Honoriusza. W 411 roku nowy wódz rzymski Flawiusz Konstancjusz rozpoczął działania zbrojne przeciwko uzurpatorom, pokonując najpierw wojska Geroncjusza, następnie ogłoszonego przez wojsko cesarzem potężnego Konstantyna III z Brytanii i Jowinusa (z pomocą Wizygotów, którzy od 413 roku ponownie zgodzili się walczyć po stronie cesarza Honoriusza jako „sprzymierzeńcy”). Latem 413 roku, po pokonaniu uzurpatorów, armia zachodniego cesarstwa po raz pierwszy od siedmiu lat została złączona pod jedną komendą, dzięki czemu powstała możliwość odzyskania ziem okupowanych przez barbarzyńców. W walkach z nimi Flawiusz Konstancjusz korzystał ze wsparcia Wizygotów oraz innych plemion germańskich, które opowiedziały się po stronie Rzymu, oraz cesarstwa wschodniorzymskiego, które przesyłało znaczne siły wojskowe oraz wsparcie finansowe. Po stronie Honoriusza walczył także liczący około 10 tysięcy wojowników oddział huńskich najemników. Dzięki tej pomocy udało mu się przywrócić panowanie cesarstwa nad Galią i Hiszpanią, a zamieszkałe tam plemiona germańskie musiały uznać jego zwierzchnictwo. Osiągnięcia Flawiusza Konstancjusza zostały nagrodzone 1 stycznia 417 roku ślubem z Gallią Placydią, rodzoną siostrą cesarza Honoriusza, który był bezdzietny i pragnął by najlepszy rzymski wódz został cesarzem po jego śmierci. 8 lutego 421 roku Flawiusz Konstancjusz został oficjalnie ogłoszony następcą tronu, jednak siedem miesięcy po koronacji zmarł. W 423 roku zmarł także Honoriusz.

### Walka o władzę po śmierci cesarza Honoriusza
Bezpotomna śmierć Honoriusza spowodowała konieczność wyłonienia następcy. Było wówczas dwóch liczących się kandydatów do tronu; jednym z nich był Jan, który zdobył poparcie w najwyższych kręgach wojskowych i biurokratycznych i w 423 roku ogłosił się cesarzem, natomiast przeciwko niemu wystąpiła Elia Galla Placydia, która chciała na tronie osadzić swojego i Flawiusza Konstancjusza syna, Walentyniana. Poparcia udzielił jej cesarz wschodniorzymski Teodozjusz II, który posłał jej na pomoc swoje siły zbrojne. 23 października Walentynian koronował się na cesarza jako Walentynian III, ale ponieważ liczył sobie dopiero sześć lat, władzę w jego imieniu sprawowała Galla Placydia i wódz Aecjusz, który po pokonaniu rywali objął stanowisko wodza centralnej armii i od 433 roku był faktycznym rządcą w kraju.
Konsekwencją sparaliżowania państwa rzymskiego przez walki o władzę był wzrost potęgi zamieszkujących imperium „sprzymierzeńców” germańskich. Germanie, których do uległości zmusił Flawiusz Konstancjusz, znów zaczęli buntować się przeciwko Rzymowi i tworzyć na jego ziemiach oddzielne państwa. W Galii i Hiszpanii odrębne państwa utworzyli Wizygoci (południowo-wschodnia Galia), Swebowie (zachodnia Hiszpania) oraz Frankowie, Burgundowie i Alamanowie (pogórze alpejskie i pogranicze nadreńskie). Dodatkowo znów dał o sobie znać ruch bagaudów, lokalnych separatystów, którzy przejęli władzę w północno-zachodniej Galii oraz w innych miejscach nieokupowanych jeszcze przez Germanów. Szczególnie groźne konsekwencje miał jednak bunt Wandalów i Alanów, zamieszkujących Półwysep Iberyjski. W maju 429 roku pod wodzą Genzeryka plemiona te rozpoczęły przeprawę do Afryki Północnej, zajmując także i tę prowincję. Był to wielki cios dla państwa zachodniorzymskiego, gdyż ta żyzna prowincja praktycznie zaopatrywała całą Italię w zboże. Stamtąd również do tej pory napływały wysokie podatki, których utrata uniemożliwiała utrzymanie armii na dotychczasowym poziomie. Utrata Afryki była, zdaniem historyków, początkiem końca Imperium.

### Pacyfikacja Zachodu przez Aecjusza
W chwili ostatecznego umocnienia w 433 roku swojej władzy Aecjusz praktycznie kontrolował jedynie Italię, Sycylię i część południowo-wschodniej Galii. Reszta ziem znajdowała się albo pod władaniem bagaudów, albo była okupowana przez najeźdźców germańskich. Germanie nie ograniczali się do już zajętych ziem, ale najeżdżali kolejne terytoria rzymskie, poszerzając swoje państwa. Wyjątkiem była wyspa Brytania, która jeszcze w tym okresie nie była okupowana przez najeźdźców. Mimo że jej mieszkańcy pozostawali wobec Imperium lojalni, to jednak praktycznie wypadła z rzymskiej strefy wpływów.
Aecjusz wobec tych problemów rozpoczął energiczne działania, przede wszystkim zwrócił się o pomoc do cesarstwa wschodniorzymskiego. Władze Konstantynopola przesłały mu silny oddział dowodzony przez wodza Aspara, który rozpoczął walki z Wandalami i Alanami w Afryce, odbierając im część okupowanych ziem i zmuszając do zapłaty daniny. Mając zabezpieczoną południową flankę, Aecjusz stanął na czele armii zachodniorzymskiej, która wsparta posiłkami najemników huńskich rozpoczęła zakończoną pełnym sukcesem ofensywę w Galii. Do roku 439 ziemie galijskie i hiszpańskie zostały odzyskane – Frankowie i Alamanowie zostali wyparci za Ren, Burgundowie i bagaudowie zniszczeni lub podporządkowani władzy rzymskiej, Wizygoci zmuszeni do ponownego stania się „sprzymierzeńcami”. Sukces ten jednak okupiony został stratami w Afryce. Zaangażowanie bowiem Aecjusza w walki w Galii dało Genzarykowi czas na umocnienie się i wznowienie ofensywy. Jego armia zaatakowała Kartaginę, a flota rozpoczęła najazdy na Sycylię, zagrażając Italii. Pod koniec 440 roku Aecjusz zebrał na Sycylii wielką armię i flotę z zamiarem inwazji na Afrykę, jednak wyprawa nie wyruszyła, ponieważ na północy pojawiło się nowe niebezpieczeństwo w postaci rosnących w siłę Hunów.

### Konflikt z Hunami

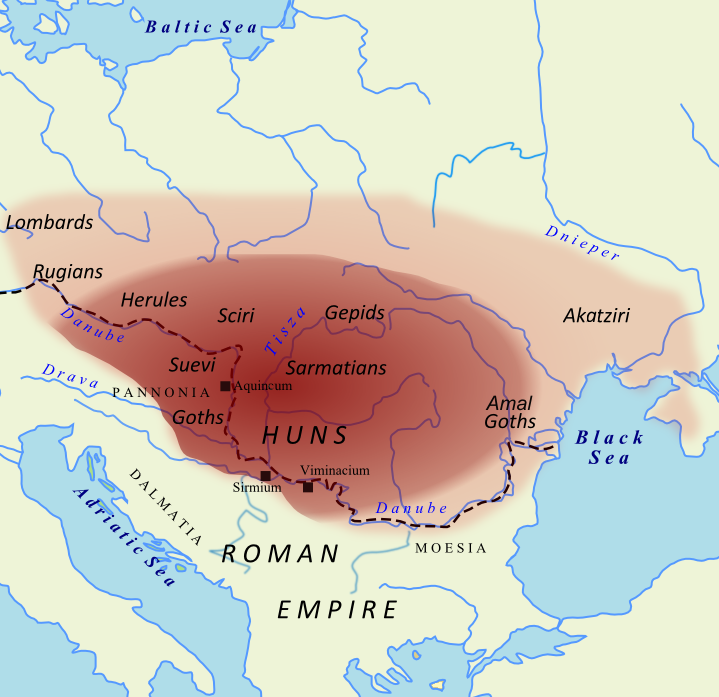
Przypuszczalny zasięg terytorium kontrolowanego przez Attylę ok. roku 450

Hunowie osiągnęli w tym czasie militarną przewagę nad ludami Europy Wschodniej, co zawdzięczali rozwiniętej technice walki konnej i systemowi opłacania lojalności podległych plemion łupami pochodzącymi z plądrowania bogatych rzymskich miast na południu. Cesarstwo Rzymskie odczuwało na własnej skórze skutki podbojów huńskich wywołujących wędrówkę ludów, które, uciekając przed Hunami, atakowały imperium. Stosunki z państwem huńskim układały się do 440 roku poprawnie, okresowo Rzym korzystał z usług huńskich najemników w walce z Germanami, jednak wraz ze wzrostem huńskiej potęgi, ich nowy wódz Attyla, zaczął traktować ziemie Imperium jako kolejny obszar do zdobycia. Pierwsze starcia graniczne miały miejsce na przełomie roku 440 i 441 roku. W latach 441–442 ofiarą najazdów padły Bałkany, co zmusiło armię wschodniorzymską do opuszczenia zachodniorzymskiego sojusznika i powrotu do kraju, a tym samym zaprzepaszczono możliwość odzyskania Afryki. Rzymianie ze Wschodu i Zachodu, nie chcąc konfrontacji z Hunami, zgodzili się na płacenie trybutu, ale w 447 roku Konstantynopol zaprzestał płacenia i wznowił wojnę, która została przegrana, w wyniku czego haracz został przywrócony i zwiększony, a dodatkowo nie powstrzymało to Hunów przed dalszymi najazdami. W roku 451 wyruszyli tym razem na cesarstwo zachodniorzymskie, jednak wódz Aecjusz, wsparty przez „sprzymierzeńców” wizygockich, pokonał wroga na Polach Katalaunijskich. Attyla cofnął się, w następnym roku (452) najechał jednak północną Italię, początkowo odnosząc sukcesy (m.in. zburzenie Akwilei), wkrótce jednak ujawniły się braki w aprowizacji i zaopatrzeniu tak licznych wojsk. Dodatkowo pomocy cesarstwu zachodniorzymskiemu udzielił cesarz wschodniorzymski Marcjan, który nie zamierzał patrzeć bezczynnie na triumf Attyli. Część swoich sił Marcjan posłał do Italii oddając je pod komendę Aecjusza, równocześnie inne jego oddziały przekroczyły Dunaj i najechały terytorium państwa huńskiego. Braki w zaopatrzeniu, głód, panująca wśród Hunów zaraza, rosnący opór rzymski oraz wojskowa dywersja Konstantynopola skłoniły Attylę do zaprzestania najazdu. Średniowieczna tradycja chrześcijańska przypisywała ten odwrót umiejętnościom dyplomatycznym papieża Leona Wielkiego, który stał na czele poselstwa rzymskiego wysłanego do Attyli. Wkrótce po śmierci Attyli w roku 453 państwo Hunów rozpadło się w wyniku klęski zadanej im w bitwie nad rzeką Nedao w Panonii przez Gepidów pod wodzą Ardaryka w roku 454.
Konsekwencją wojen z Hunami była ostateczna utrata Brytanii, która w trakcie walk z Hunami padła ofiarą najazdu plemion Anglów, Jutów i Sasów, oraz Afryki, gdyż zaangażowanie Aecjusza we wspomniane walki uniemożliwiło mu jej odzyskanie.

## Lata 453–476

### Po odparciu Hunów
W 454 roku Aecjusz został zamordowany przez cesarza Walentyniana III. Po jego śmierci plemiona germańskie znowu stały się niezależnymi od Rzymu państwami, a nie było już człowieka o takim autorytecie i talencie dowódczym, który mógłby ich powstrzymać. Germanowie zwiększali swój stan posiadania, a władza cesarzy skurczyła się niemal wyłącznie do obszarów Italii, kilkakrotnie najeżdżanej przez okupujących Afrykę Wandalów, którzy w 455 roku w dobrze zorganizowanej akcji polegającej na wywiezieniu rzemieślników, urzędników i dzieł sztuki zrujnowali miasto Rzym, które wyludniło się i zbiedniało.

### Próba odbicia Afryki

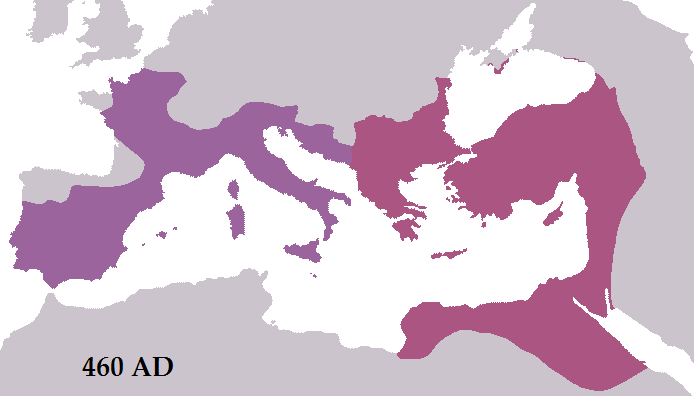
Zasięg terytorialny obu części Imperium ok. 460 roku

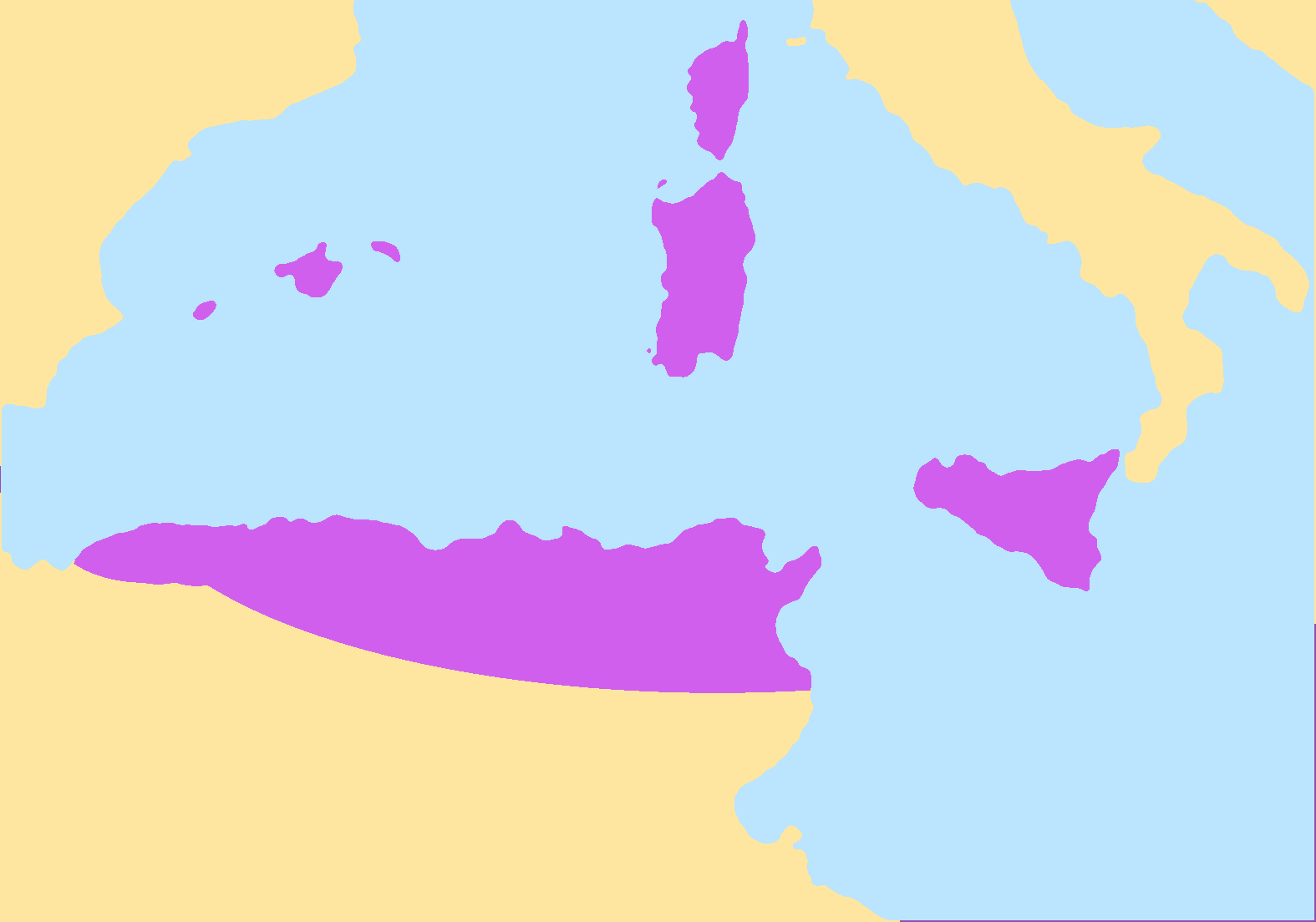
Państwo Wandalów w Afryce i na wyspach Morza Śródziemnego

Sytuacja imperium nie była jeszcze beznadziejna, gdyż nadal posiadało ono potężną armię i liczyć mogło na pomoc Konstantynopola. Cesarze postawili sobie za cel odbicie z rąk Wandalów północnej Afryki i zniszczenie tego plemienia, co pozwoliłoby cesarstwu odzyskać wpływy z podatków z bogatej prowincji, a w konsekwencji zwiększenie i zreformowanie sił zbrojnych, które mogłyby posłużyć do odzyskania Hiszpanii, a może i części Galii. Pierwszą próbę pobicia Wandalów podjęli Rzymianie w latach 460–461, kiedy cesarz Majorian usiłował przerzucić desant z Hiszpanii do Mauretanii, jednak operacja zakończyła się niepowodzeniem m.in. wskutek zdrady części żeglarzy. Kolejna operacja z 468 roku, przeprowadzona przez faktycznego władcę Rzymu Rycymera była lepiej przygotowana, dodatkowo władca Rzymu otrzymał zbrojne wsparcie cesarza wschodniorzymskiego Leona I. Obaj wodzowie zgromadzili ogromną flotę liczącą 1113 okrętów, która przerzucić miała na teren wandalskiej Afryki ponad 100 tysięcy żołnierzy. Po początkowych sukcesach (m.in. odbicie Sycylii i Sardynii) armada dowodzona przez Bazyliskosa popłynęła w stronę Kartaginy, jednak flota Wandalów wypłynęła naprzeciw floty rzymskiej zmuszając ją, wbrew pierwotnemu planowi, do przyjęcia bitwy morskiej przy przylądku Bon. Wskutek błędów dowódcy bitwa zakończyła się klęską Rzymian i zagładą ich floty, szansa odzyskania Afryki została zaprzepaszczona, podobnie jak szansa odbudowy imperium.

### Rozkład terytorialny

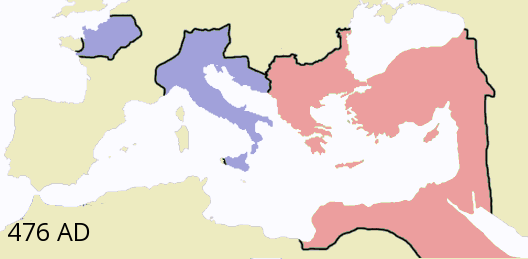
Fiolet:Cesarstwo Zachodniorzymskie w przededniu upadku. Róż: Cesarstwo Wschodniorzymskie

Germanie okupujący Brytanię, Galię i Hiszpanię pojęli, że potęga rzymska należy już do przeszłości i zaczęli otwarcie poszerzać swoje terytoria, nie zachowując nawet pozorów przyjaźni z Rzymem. Od tego czasu imperium naprawdę zaczęło się rozpadać:
(ziemie podane według dzisiejszych państw)
- Frankowie zajęli północną Francję i Belgię z Nadrenią,
- Anglosasi (Anglowie, Sasi i Jutowie) – Anglię z Walią,
- Burgundowie – południowo-wschodnią Francję, a także alpejskie skrawki Włoch i zachodniej Szwajcarii,
- Ostrogoci – Węgry, Bośnię i Hercegowinę z Chorwacją,
- Swebowie – północno-zachodnią Hiszpanię z północną Portugalią,
- Wizygoci – Baleary, resztę Hiszpanii i Portugalii oraz południowo-zachodnią Francję
- Wandalowie – Tunezję wraz z wybrzeżem Algierii, Korsyką i Sardynią.

## Epilog
Cesarstwo upadło w roku 476. Ostatni cesarz Romulus Augustulus został obalony przez germańskiego wodza Odoakra. Rok ten jest jedną z kilku propozycji umownej granicy między starożytnością i średniowieczem. Z resztek cesarstwa (Italia kontynentalna, Słowenia, Austria i Sycylia) Odoaker stworzył swoje własne państwo pod zwierzchnością Bizancjum. Z Italii usunęli go dopiero Ostrogoci (lata 489–493).